# Neville Isdell
Edward Neville Isdell, född 8 juni 1943, är en nordirländskfödd irländsk företagsledare som var både styrelseordförande och  vd för världens största dryckestillverkare, amerikanska The Coca-Cola Company.
Han avlade en kandidatexamen i samhällsvetenskap vid University of Cape Town och på avancerad nivå i ledarskapsutveckling vid Harvard Business School.
Han och hans familj flyttade till Zambia när han var tio år och 1966 började han arbeta för det lokala Coca-Cola-företaget. 1972 blev Isdell utsedd till general manager för Coca-Cola Bottling of Johannesburg som var då Coca-Colas största tappningsföretag på den afrikanska kontinenten. 1980 blev han regionchef för Australien och ett år senare blev han flyttad till Filippinerna för att vara president för ett samriskprojekt mellan Coca-Cola och det spanska bryggeriet San Miguel Corporation. 1985 blev Isdell igen befordrad och den här gången som president för koncernens dotterbolag som har ansvaret för Centraleuropa. 1989 valde Coca-Cola utnämna honom till senior vicepresident för koncernen, president för nordöstra Europa samt Afrika och hade också ansvaret för nya tillväxtmarknader som Indien, mellanöstern, östeuropa och Sovjetunionen (och senare skede de gamla sovjetrepublikerna). Sex år senare utsåg koncernen honom som president för hela den europeiska marknaden. I juli 1998 blev han utsedd som styrelseordförande och vd för brittiska Coca-Cola Beverages Plc där han såg till att Coca-Cola Beverages fusionerades med Hellenic Bottling för att forma, vid den tidpunkten, världens näst största tappningsföretag inom Coca-Colasfären. I september 2000 valde han avsäga sig sina positioner men var kvar som vice styrelseordförande till december 2001. Mellan januari 2002 och maj 2004 var han både internationell konsult åt The Coca-Cola Company och drev ett investmentbolag från sitt hem på Barbados. Den 1 juni 2004 offentliggjorde Coca-Cola att man hade utsett Isdell som ny styrelseordförande och vd för hela koncernen. Den 6 december 2007 meddelade Coca-Cola att Isdell skulle lämna sin position som vd den 1 juli 2008 och man hade utsett Muhtar Kent som ersättaren. Den 23 april 2009 blev han ersatt igen av Kent som koncernens styrelseordförande.